# Þorbjörn Arnbjörnsson
Þorbjörn Arnbjörnsson ou Arnbjarnarson (Thorbiorn, n. 888) foi um caudilho víquingue e um dos primeiros colonos de Krossavík, Hof í Vopnafirði, Norður-Múlasýsla na Islândia. Foi o primeiro goði do clã familiar dos Stafhyltingar. O seu filho Teitur Þorbjörnsson (n. 905) é um personagem da saga de Egil Skallagrímson.